# Oligotoma saundersii
Oligotoma saundersii (лат.) — вид эмбий из семейства Oligotomidae. Типовой вид рода Oligotoma, типовое местонахождение — Индийский субконтинент.

## Внешний вид и строение
Взрослые самцы этого вида имеют длинные узкие крылья, а взрослые самки бескрылые. Тело самца темно-буровато-черное с легким желтоватым оттенком, особенно возле суставов конечностей. У самцов голова светлее, чем остальное тело, что отличает их от похожих эмбий Oligotoma nigra. Самка шоколадно-коричневая, нимфы гораздо бледнее, желтовато-коричневые. Самок и нимф трудно отличить от таковых O. nigra, поэтому их лучше всего идентифицировать по ассоциации с самцом. Как и у других представителей отряда, лапки передней пары ног увеличены и снабжены примерно сотней шелковых желез.

## Распространение
Вид Oligotoma saundersii родом из Южной Азии, но в результате деятельности человека распространилась по тропикам. Он был завезен в Соединенные Штаты, и теперь его ареал простирается от Техаса до Флориды.

## Экология
Как и другие виды эмбий, O. saundersii очень скрытен, так как живет в шелковых трубках, которые плетет, в расщелинах, под корой деревьев или в другом подобном влажном месте.
Исследователи создали колонию в лаборатории, поместив двух взрослых самок и несколько яиц в контейнер с большими чешуйками коры, под которыми они могли спрятаться. Насекомых кормили сухим кормом для золотых рыбок. После заселения самки сплели шелковые трубки, но насекомые оставались очень скрытыми, появляясь только ночью, чтобы поесть. Некоторое время спустя среди них появился, значит период созревания молоди составлял около четырех месяцев. Самец изготовлял свои отдельные более длинные трубки на стенках контейнера, часто днем наполовину высовываясь из своей галереи, а иногда рискуя выйти наружу. Самец не питался, как это обычно бывает у эмбий, и прожил несколько недель. Яйца откладывались в туннелях и за считанные минуты маскировались пережеванными кусочками субстрата, чтобы они напоминали частицы субстрата, уже прилипшие к паутине; самка не охраняла яйца, но камуфляж мог предотвратить каннибализм. Следующая партия личинок была замечена примерно через два месяца после гибели самца. Перед этим ходы были расширены, по-видимому, в ожидании вылупления личинок. Далее последовало расширение колонии.